# Neeressa whiteheadi
Neeressa whiteheadi là một loài bướm đêm thuộc phân họ Arctiinae, họ Erebidae.